# Tribrachia (protista)
Tribrachia es un género de foraminífero bentónico de la subfamilia Frondiculariinae, de la familia Nodosariidae, de la superfamilia Nodosarioidea, del suborden Lagenina y del orden Lagenida. Su especie-tipo es Tribrachia inelegans. Su rango cronoestratigráfico abarca desde el Calloviense (Jurásico medio) hasta el Senoniense (Cretácico superior).

## Clasificación
Tribrachia incluye a las siguientes especies:
- Tribrachia australiana †
- Tribrachia inelegans †
- Tribrachia reussi †
- Tribrachia schubertii †
- Tribrachia subcretacea †
- Tribrachia trianguena †
- Tribrachia westfalica †